# Melampyrum chlorostachyum
Melampyrum chlorostachyum är en snyltrotsväxtart som beskrevs av Gustave Beauverd. Melampyrum chlorostachyum ingår i släktet kovaller, och familjen snyltrotsväxter. Inga underarter finns listade i Catalogue of Life.